# Segu (novela)
Segu: una novela (en francés: Ségou: les murailles de terre) es una novela francesa de Maryse Condé publicada en mayo de 1984. Ambientada en la histórica Ségou (ahora parte de Mali), el libro examina el impacto violento de la trata de esclavos, el Islam, el cristianismo y la colonización blanca en una familia real durante el período de 1797 a 1860. La saga africana y su secuela, Los hijos de Segu ha recibido críticas positivas.   El libro ganó el Premio Liberatur en 1988.

## Sinopsis
Ambientada en el año 1797, Segu sigue la vida de Dousika Traore, el consejero más confiable del rey, y sus cuatro hijos, cuyos destinos encarnan las fuerzas que desgarran la estructura de la nación. El mayor de los hijos de Traore, Tiekoro, renuncia a la religión de su pueblo y abraza el Islam; Siga defiende la tradición, pero se convierte en comerciante; Naba es secuestrada por traficantes de esclavos; y Malobali se convierte en mercenario y un cristiano poco entusiasta.

## Reseñas
El New York Times consideró la novela como "la más importante sobre el África negra publicada en muchos años".
La escritora estadounidense Paule Marshall elogió la novela y dijo: "Con las deslumbrantes habilidades narrativas de un griot africano, Condé ha escrito una saga rica y trepidante de un gran reino durante el tumultuoso período de la trata de esclavos y la llegada del Islam. Segu "Es una historia tan vívida e inmediata como si estuviera pasando hoy. Ha restaurado una parte de mi pasado que había estado perdida durante mucho tiempo".La novelista Louise Meriwether comentó: "Segu es un logro abrumador. Inyecta en la densidad de la historia personajes que están tan vivos como tú y yo. Apasionados, lujuriosos, codiciosos, están en conflicto consigo mismos así como con Dios y Mammon. Condé nos ha hecho a todos un tremendo servicio al presentar una historia tan convincente y emocionante. Segu es una obra maestra literaria que no podría dejar de lado".